# Armand Apell
Armand Apell (n. 16 ianuarie 1905, Strasbourg, Imperiul German – d. 3 iulie 1990, Strasbourg, Franța) a fost un boxer ce a reprezentat Franța, medaliat olimpic. A participat la o ediție a Jocurilor Olimpice (1928) în care a câștigat o medalie de argint.

## Participări
Lista de mai jos prezintă principalele competiții la care a participat Armand Apell de-a lungul carierei.
- boxing at the 1928 Summer Olympics – flyweight[*]